# Осипов, Эдуард Иванович
Эдуа́рд Ива́нович О́сипов (род. 21 мая 1938) — советский легкоатлет, специалист по стипльчезу и кроссу. Выступал за сборную СССР по лёгкой атлетике в 1960-х годах, обладатель серебряной медали Спартакиады народов СССР, двукратный серебряный призёр чемпионатов СССР, победитель первенств всесоюзного и республиканского значения. Представлял Днепропетровск и Москву, спортивное общество «Авангард», Вооружённые силы.

## Биография
Эдуард Осипов родился 21 мая 1938 года. Занимался лёгкой атлетикой в Днепропетровске и позднее в Москве, выступал за добровольное спортивное общество «Авангард» и ЦСКА соответственно. Проходил подготовку под руководством заслуженного мастера спорта Владимира Петровича Куца.
В мае 1961 года в беге на 3000 метров с препятствиями занял пятое место, показав шестой лучший результат сезона в СССР — 8.44,0.
Первого серьёзного успеха на всесоюзном уровне добился в сезоне 1963 года, когда на чемпионате страны в рамках III летней Спартакиады народов СССР в Москве с результатом 8.38,6 выиграл серебряную медаль в зачёте бега на 3000 метров с препятствиями, уступив лишь вологжанину Николаю Соколову. Также в этом сезоне выиграл стипльчез на других соревнованиях в Москве, установив при этом свой личный рекорд в данной дисциплине — 8.34,4. В составе советской сборной принимал участие в матчевой встрече со сборной США в Москве, где с результатом 8.35,6 превзошёл всех соперников.
В 1964 году в дисциплине 14 км стал серебряным призёром на чемпионате СССР по кроссу в Ужгороде — здесь его обошёл только москвич Николай Дутов.
В июне 1965 года на в стипльчезе получил серебро на соревнованиях в Москве, показав 11-й лучший результат сезона в СССР — 8.45.6.